# Faidiva de Toulouse
Faidiva de Toulouse, née vers 1133 et morte en 1154, est une noble de la maison de Toulouse, rattachée par son mariage à celle de Savoie.

## Biographie
Faidiva — prénom également orthographiée Faydiva, Fédide — est la fille d'Alphonse Jourdain et de Faidiva d'Uzès, comte et comtesse de Toulouse. Elle naît probablement vers 1133,  à Toulouse[réf. nécessaire].
Faidiva de Toulouse épouse en janvier 1151 le comte Humbert III de Maurienne, dont elle fut la première épouse,. Mais elle meurt à dix-neuf ans, dit-on, en 1154, sans avoir eu d'enfant,. Humbert III se remariera l'année suivante,.